# Aokigahara

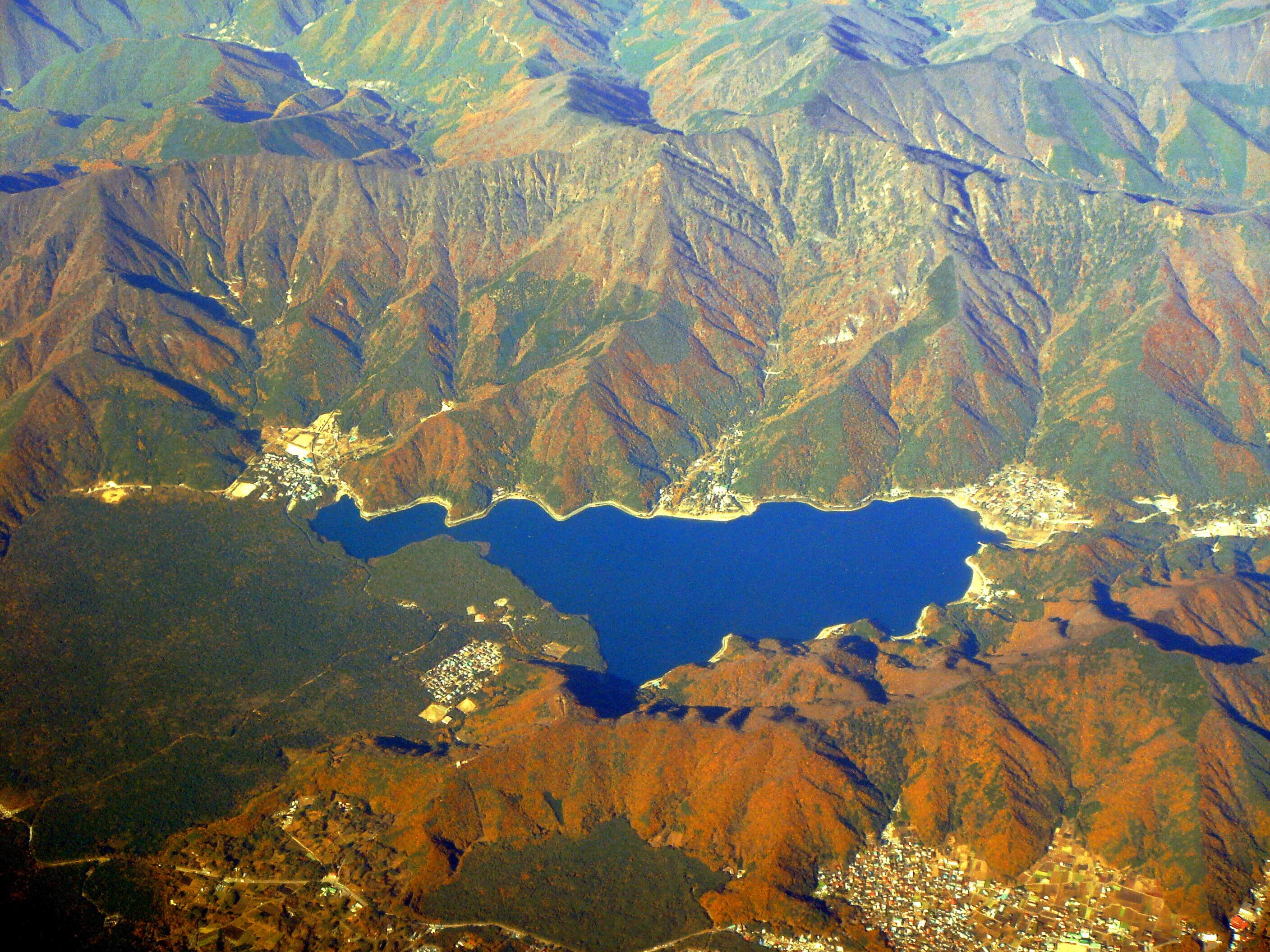
Es pot veure el bosc d'Aokigahara en la part inferior esquerra de la imatge.

Aokigahara (青木ヶ原), conegut també com el Mar d'Arbres (樹海, Jukai), és un bosc de 35 km² que es troba en la base del mont Fuji al Japó. És un lloc popular on la gent acudeix a suïcidar-se des que es publicà una novel·la (Kuroi Jukai) on un personatge es suïcidava allí.
A causa de la densitat d'arbres que bloquegen el vent i l'absència de fauna, el bosc és conegut per la seva tranquil·litat.
Amb la publicació de la novel·la Kuroi Jukai, on un personatge es suïcidava allí, el bosc es convertí en un lloc popular per a les persones amb tendències suïcides per triar-lo com a destinació final. Els yakuza envien a persones sense feina a que furten objectes dels cadàvers. Les patrulles de policies entren una volta a l'any i no penetren molt per la densitat. Cada any es troben uns 100 morts. Com a reacció a aquesta pràctica s'han posat cartells per intentar dissuadir als suïcides potencials.